# Gai Corneli Gal
Gai Corneli Gal (llatí: Gaius Cornelius Gallus) va ser un general, poeta i orador romà, del segle i aC. Va néixer a Forum Livii (Forlì) o a Forum Julii (Frejús) i probablement era fill d'un llibert de Sul·la o de Cinna. Com que va morir el 26 aC amb uns 40/43 anys, va haver de néixer després del 70 aC (entre 69 i 66 aC).

## Anys de formació
Es coneix la seva vida a partir d'autors com Jeroni d'Estridó, Suetoni o Dió Cassi. Va tenir com a mestre a l'epicuri Siró, junt amb Vari i Virgili dels qui va ser molt amic. Va començar a compondre poesies al tomb dels vint anys i va cridar l'atenció d'homes com Gai Asini Pol·lió.

## Relació amb Octavi
Després de la mort de Juli Cèsar el 44 aC va abraçar el partit d'Octavi al qui va seguir fins a Apol·lònia, a l'actual Albània. L'any 41 aC Octavi el va nomenar triumvir pel repartiment de terres a la província d'Àfrica, i en aquesta època es va distingir per la protecció concedida als habitants de Màntua i també a Virgili. En la seva tasca va acusar Alfè Var de ser injust amb els habitants de Màntua en les mesures de les terres.
Era amb Octavi a la batalla d'Àccium (31 aC) i va dirigir un destacament de l'exèrcit. August el va enviar a Egipte amb l'exèrcit, perseguint a Marc Antoni. Estant a prop de Cirene, el lloctinent de Marc Antoni, Pinari Escarp es va rendir amb quatre legions. Gal va prendre possessió de l'illa de Faros i va atacar Paretónion, ciutat de la qual es va apoderar amb tots els seus tresors. Tot seguit va atacar la flota d'Antoni al port de Paretónion i va destruir molts vaixells fins que Marc Antoni es va retirar i aviat es va suïcidar.
Gal i Proculeu van ajudar August a tenir presonera a Cleòpatra, però aquesta va aconseguir suïcidar-se i llavors August va declarar Egipte província romana amb regulacions especials, i va nomenar com a primer prefecte governador a Corneli Gal.
Tot seguit aquest va anar cap a la Tebaida a reprimir una revolta causada perquè el poble es resistia al pagament de les taxes a les quals estaven subjectes. Va seguir a Egipte uns quatre anys (30 a 26 aC) i va dictar diverses regulacions del govern provincial.
Finalment es va enemistar amb August al qui, segons diu Cassi Dió, va parlar en forma ofensiva. Gal es va fer erigir nombroses estàtues a Egipte i va fer gravar els seus èxits a les piràmides, fet que va despertar l'hostilitat del seu amic Valeri Llarg, qui el va denunciar a l'emperador, el qual el va destituir i va nomenar al seu lloc a Petroni, i li va prohibir romandre a la província. Una vegada caigut en desgràcia, les acusacions es van succeir i les investigacions es van portar al senat. Va ser condemnat a l'exili i es van confiscar les seves terres. En saber-ho es va suïcidar tirant-se sobre la seva espasa (26 aC).

## Obra poètica
Ovidi el considerava el més gran dels poetes elegíacs romans i Parteni de Nicea era un altre dels seus admiradors. Se sap que va escriure una col·lecció de poesies elegíaques en quatre llibres, però no es conserven.Sembla que va prendre com a model el poeta Euforió de Calcis que practicava un estil de poesia de difícil comprensió. Quintilià va dir d'ell que tenia un estil dur.
Durant un temps es va pensar que eren seves sis elegies que avui s'atribueixen al poeta elegíac del segle vi Maximià Etrusc: això fa que en algunes edicions d'aquests poemes consti com a autor Corneli Gal. A l'Antologia llatina hi ha quatre epigrames atribuïts a Gal, però cap d'ells li correspon i a l'Antologia grega hi ha dos epigrames que són dubtosos pel que fa a l'autoria.
De la seva obra només es coneixen fragments, però se saben els títols perquè Ovidi els cita:
- Amores, poesia elegíaca que canta el seu amor desafortunat per la jove Lycoris, una esclava de Volumni Eutrapel, un amic de Ciceró.
- In Pollionem, obra de retòrica.
- In Alfenum Varum, obra de retòrica.